# Portillo, Chile
Portillo är en vintersportort i Chile. Skidåkningen i Portillo är känd tack vare den "torra" snön som återfinns i området. Portillo ligger nära Sydamerikas högsta berg Aconcagua, skidåkningen sker alltså på hög höjd (det vill säga högre än 2 500 meter över havet).
Här anordnades världsmästerskapen i alpin skidsport 1966.

### Fotnoter
1. ↑  Marit Sundberg (10 februari 2015). ”De nio bästa okända skidorterna”. Dagens nyheter. http://www.dn.se/resor/nyheter/de-nio-basta-okanda-skidorterna/. Läst 3 mars 2016.